# الملتفة
المُلتَفَّة أو كعكة صغيرة (بالإنجليزية: crumpet) خبز صاج صغير مصنوع من خليط غير محلى من الماء أو الحليب والدقيق والخميرة ، يؤكل في المملكة المتحدة وكندا ونيوزيلندا وجنوب إفريقيا وأستراليا .

## انظر أيضًا

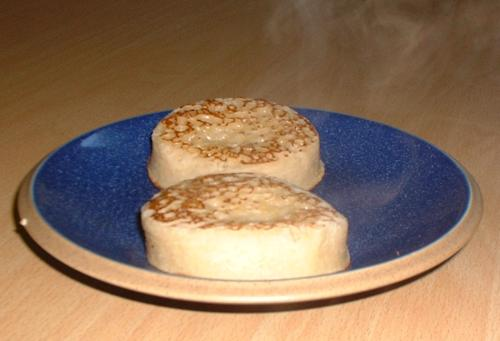
الفطائر الساخنة

## روابط خارجية
- Description and recipe on history.uk على موقع واي باك مشين (نسخة محفوظة February 16, 2011)